# Imma Mayol i Beltran
Inma Mayol (Palma de Mallorca, 1 de febrero de 1958) es una política española perteneciente a ICV-EUiA. Está licenciada en Psicología por la Universidad de Barcelona. 
Ha trabajado en el ámbito de las administraciones públicas, como el ayuntamiento de Barcelona, en el área de Servicios Sociales y en el área de Juventud.
Estuvo afiliada al Partido Comunista de las Islas Baleares entre 1976 y 1978 y al PSUC desde el año 1978 y es miembro de IC desde su fundación. Pertenece al Consejo Nacional, a la Comisión Permanente y a la Secretaría Política de ICV de la cual es una de las vicepresidentas desde julio de 2004.
Está vinculada al movimiento feminista y desde 1992 hasta finales de 2000 fue responsable de Dones amb Iniciativa. Entre 1992 y 1999 fue diputada al Parlamento de Cataluña y miembro de las comisiones parlamentarias de Política Social, Control de Actuación de la Corporación Catalana de Radio y televisión y de sus empresas filiales, de Seguimiento del proceso de Equiparación entre Hombres y Mujeres, y del Estudio sobre la Financiación de los Servicios Sociales.
En 1999 encara por primera vez la candidatura de ICV al ayuntamiento de Barcelona, y a finales de 2003 pasa a ser cuarta teniente de alcalde, regidora de Salud Pública y Medio Ambiente y presidenta de la comisión de Sostenibilidad y Ecología Urbana. En 2007 volvió a ser la candidata a la alcaldía de Barcelona y no podrá repetir como tal en 2011 por lo que ha declarado su idea de abandonar la política al acabar el mandato.
En el 2011, una vez había abandonado la política, entró a trabajar para Agbar. En marzo del 2012 la Oficina Antifraude de Cataluña abrió una investigación para averiguar si infringió la ley de incompatibilidades por su actual relación profesional con esta multinacional.

## Polémicas
Imma Mayol es una figura política que ha recibido críticas en más de una ocasión con posturas y decisiones unilaterales que provocaron el rechazo de asociaciones de vecinos y otros colectivos ciudadanos, como la apertura de narcosalas para drogodependientes en el barrio barcelonés de Drassanes en 2004 y el posterior intento de abrir otro centro en Nou Barris, propuesta que rechazó y se opuso fervientemente José Ignacio Cuervo (PSC). Mayol se vio forzada a buscar consenso frente a su política de hechos consumados. En 2007 se declaró «más cerca de un okupa que de un especulador», manifestaciones que comportó el rechazo de diversos movimientos antisistema que airearon el salario y correspondiente nivel de vida de la concejala y su pareja Joan Saura, y la llamada a la prudencia de sus socios de gobierno (PSC) en el ayuntamiento. El entonces líder de la oposición en el consistorio municipal Xavier Trias la definió como «antisistema con coche oficial». En 2009 el portavoz del Partido Popular en el ayuntamiento, Alberto Fernández Díaz denunció públicamente que Imma Mayol gastó entre 2002 y 2005 51.642 euros en estudios sobre la población de cotorras de Barcelona, según su criterio, algo «ridículo y absurdo», además de «un despilfarro y una inmoralidad». El 14 de agosto de 2019 la guardia civil registró material informático de la exconcejala como parte de la investigación sobre la posible comisión de un delito medioambiental en Baleares por la empresa pública Emaya, de la que fue gerente desde 2015 hasta abril de 2019, que sigue el Servicio de Protección de la Naturaleza (Seprona) del instituto armado.